# Megacyllene magna
Megacyllene magna es una especie de escarabajo longicornio del género Megacyllene, tribu Clytini, subfamilia Cerambycinae. Fue descrita científicamente por Di Iorio en 1998.

## Descripción
Mide 15-15,75 milímetros de longitud.

## Distribución
Se distribuye por Argentina y Bolivia.